# Распад атома
«Распад атома» — прозаическое произведение Георгия Иванова, изданное в Париже в 1938 году (по авторской датировке завершено 24 февраля 1937 года) тиражом в 200 экземпляров. Жанр автор определял как «поэма»; поэмой в прозе его склонен считать и В. Ходасевич; в то же время А. М. Ранчин склонен считать его повестью. Публикация встретила весьма противоречивые оценки; повествование изобилует натуралистическими деталями, в частности, содержит сцену педонекрофилии.

## Место в творчестве автора
По воспоминаниям Ирины Одоевцевой, во время «создания» «Распада атома» Г. Иванов «был так захвачен темой, что работал сутки напролёт, переделывая чуть ли не каждую фразу. Чтобы ему не мешали телефонные звонки и навещавшие его знакомые и друзья, он даже поселился в отеле». 
После создания произведения Иванов шесть лет не писал стихов; в большой мере он в нём возвестил конец своей собственной поэзии, позднюю он создавал уже на новых основаниях. 

## Художественные особенности
Уже в рецензии В. Ходасевича отмечены важнейшие жанровые и композиционные особенности произведения:  «„Распад атома“ называют то повестью, то даже романом — оснований для этого нет решительно никаких, кроме неразборчивости в употреблении слов. В „Распаде атома“ нет фабулы, как нет прямых действующих лиц, за исключением того единственного „я“, от имени которого книга написана. Построена она на характернейших стихотворно-декламационных приемах, с обычными повторами, рефренами, единоначатиями и т.д. Словом, эта небольшая вещь... представляет собою не что иное, как несколько растянувшееся стихотворение в прозе или, если угодно, лирическую поэму в прозе. ...Во всяком случае, её стихотворная и лирическая природа вполне очевидны». 
По мнению современного исследователя, «композиция поэмы в прозе построена по законам, напоминающим музыкальную сонатную форму с её  принципом гармонизации нескольких тем, когда сначала задаётся одна тема, затем — контртема, после чего идёт их слияние, разработка и далее — финал. При ослаблении фабулы главным структурообразующим началом поэмы является сложная система лейтмотивов. Уже в экспозиции произведения заданы его главные образно-тематические линии: образ бездушного и жестокого мира, светлая тема любви и надежды, связанная с ускользающим и возникающим вновь на протяжении всего повествования образом возлюбленной, и «человека-ноля», человека-атома (ключевой символ поэмы), закованного в непроницаемую броню одиночества, за которой разрастается и перегорает огромная духовная жизнь. Динамичное, напряженное взаимодействие и развитие этих линий определяет идейно-эмоциональный строй всей лирической поэмы в прозе» .

### Отсылки к литературной среде современников
Есть обоснованное мнение, что в этом произведении открыто проявляется конфликт Г. Иванова с Владимиром Набоковым (тогда известным как Сирин), в частности, цитируется рассказ Сирина «Драка» (1925).

Автор издевается над «массовым» петербургским эстетизмом Серебряного века, который он сам и многие другие эмигранты пытались иногда «воскрешать». 
Но в «Распаде атома» он дал и духовно-психологический рисунок этого эстетического «середняка» в виде неких зверьков-размахайчиковРоман Гуль

## Критические отзывы
В немногочисленных отзывах на книгу, появившихся в эмигрантской печати, преобладали негативные оценки. Довольно пренебрежительно отозвался о ней В. Сирин (Набоков): «…Эта брошюрка с ее любительским исканием Бога и банальным описанием писсуаров (могущим смутить только неопытных читателей) просто очень плоха. …Георгию Иванову …никогда не следовало бы баловаться прозой».
Альфред Бем, сравнив «Распад атома» с «Записками из подполья», обвинял Иванова в нарочитой эстетизации безобразного: «Волнуясь и спеша выворачивает подпольный человек свое нутро, его мысль путается где-то в закоулках сознания, не находя слов для передачи своих мыслей и переживаний. Не то у Г. Иванова. Необычайно гладко и изысканно-литературно повествует его герой о предельных падениях человеческой души, об извращениях, вызывающих при одном чтении чувство тошноты. И вот это сочетание литературной приглаженности с „подпольщиной“ оставляет от книги Георгия Иванова самое тягостное впечатление».
Негативным был и отклик В. Ходасевича,: «И вот тут становится жутковато: как бы не взяли в Москве да не перепечатали бы всю книгу полностью, как она есть, — с небольшим предисловием на тему о том, как распадается и гниет эмиграция от тоски по „красивой жизни“ и по нетрудовому доходу».
Эмоциональнее всех высказался рецензент парижского журнала «Грань»: «Книга, вероятно, найдет свой заслуженный интерес в качестве клинико-патологического случая для опытного психиатра. В острой форме негодования возникает вопрос о цели и назначении подобного не произведения, а просто странного литературного преступления».
Тем не менее «Распаду атома» был посвящён один вечер литературного общества «Зелёная лампа». Зинаида Гиппиус в докладе «Черты любви»  дала самую высокую оценку книге Г. Иванова, которая, по её мнению, «не хочет быть „литературой“. По своей внутренней значительности она и выливается за пределы литературы. Но она написана как настоящее художественное произведение … И если правда, что „жизнь начинается завтра“, — завтрашний живой человек скажет: не все книги, написанные в эмиграции, обратились в прах, вот одна замечательная, она остаётся и останется».
Высоко оценил «Распад атома» В. Злобин: «Книга очень современная и для нас, людей тридцатых годов нашего века, бесконечно важная».